# フランスのための運動
フランスのための運動（フランスのためのうんどう、仏：Mouvement pour la France、略称MPF）は、フランスの政党。保守、伝統主義、国家主義を標榜する右派政党。フランス民主連合を離党したフィリップ・ド・ヴィリエによって1994年11月20日創設された。ヴァンデー貴族であるド・ヴィリエ党首の出身地である西仏ヴァンデーが地盤である。
フランス民主連合を構成する共和国連合に所属していたフィリップ・ド・ヴィリエは、欧州統合に反対し新党を結成した。こうして成立したフランス運動は、欧州懐疑論（Euroscepticism）の政党として発足した。1999年の欧州議会選挙では、同じく欧州懐疑論者のシャルル・パスクワ率いるフランス連合（Rassemblement pour la France）と共同戦線を組んで選挙に臨み、全体の13.05%である230万4285票を獲得し13議席を得た。2004年の欧州議会選挙では、7.6%で3議席を獲得した。欧州議会内では民主と独立（Independence and Democracy）会派に加わっている。
2005年の欧州憲法批准に反対した。
2007年フランス大統領選挙にはド・ヴィリエが立候補し、81万8407票（2.23%）を得票し12人中6位につけた。党員数は2万人。
一般に右派政党とされているが、メディアによっては極右政党としている場合もある。

## 政策
- 移民流入のストップ。
- 反イスラム主義。
- テロリズムに対する欧州の共同戦線。
- トルコのEU加盟反対。
- EU官僚の欧州支配に反対。
- 反労働組合。
- 週35時間労働制（労働時間制限）の廃止。
- 持続的な農業の奨励。
- 家族という価値の擁護。
- 同性婚に反対。
- 死刑の復活。